# Manhunter: New York
Manhunter: New York — приключенческая компьютерная игра, разработанная компанией Evryware и изданная в 1988 году Sierra On-Line.

## Сюжет
События разворачиваются в постапокалиптичном будущем, в 2004 году. За два года до этого Земля была порабощена расой пришельцев, известной как Глаза (англ. The Orbs) и выглядящей как огромные летающие глазные яблоки. С тех пор людям запрещалось каким-либо способом общаться друг с другом, им полагалось носить одинаковые робы. Также всем без исключения были вживлены устройства, с помощью которых можно было точно определить местоположение каждого человека. Постепенно человеческая цивилизация начала приходить в упадок.
Игрок выступает в роли охотника за людьми (англ. Manhunter), работающего в развалинах Нью-Йорка на службе новых хозяев. Каждое утро он получает задания по расследованию различных происшествий, происходящих в городе. По мере расследования охотник понимает, что все происшествия связаны, и в городе орудует серийный убийца, методично убивающий определённых людей. Выясняется, что убитые были участниками подпольного движения сопротивления иноземным оккупантам, планировавших провести ряд диверсий на стратегических объектах Глаз. В конце каждого дня охотник должен отчитаться о проделанной работе, указав имена подозреваемых. По мере продвижения расследования охотник узнает, что Глаза используют людей в качестве корма. Осознав это, охотник начинает вести двойную игру, пытаясь навредить Глазам.
Выполнив задуманные покойными членами сопротивления диверсии и захватив космический корабль пришельцев, охотник начинает преследование серийного убийцы по имени Фил Кук. Выйдя в стратосферу и совершив аварийную посадку на другом конце материка — в Сан-Франциско, охотник теряет убийцу из виду. Последующие события описываются во второй части трилогии — Manhunter 2: San Francisco.

## Разработка
В «Manhunter: New York» используется движок Adventure Game Interpreter, однако, в отличие от большинства AGI-игр тех лет, в ней нет текстового парсера, а игровое взаимодействие происходит от первого, а не от третьего лица. Также в игре был введен примитивный интерфейс «point-and-click».
В игре использовались реальные места Нью-Йорка, состаренные и разрушенные во время упадка человечества. Игра бескомпромиссна по отношению к игроку, любой просчет повлечет за собой смерть, порой мучительную и кровавую. В каждом экране смерти можно увидеть изображения трёх разработчиков из Evryware, братьев и сестру Марри — Барри, Дейва и Ди-Ди.
Предполагалось, что эта игра станет первой игрой из намечавшейся трилогии Manhunter, однако вышло только одно продолжение — Manhunter 2: San Francisco, в 1989 году. Вторая часть продолжала историю о похождениях охотника, но уже в другом городе — Сан-Франциско. Третья часть, «Manhunter 3: London» предполагала окончание трилогии и изгнание пришельцев с Земли.